# هيو غراي
هيو غراي (بالإنجليزية: Hugh Gray)‏ هو سياسي بريطاني (وحمل سابقاً جنسية المملكة المتحدة لبريطانيا العظمى وأيرلندا)، ولد في 19 أبريل 1916، وتوفي في 1 أبريل 2002. حزبياً، نشط في حزب العمال. في الانتخابات العامة في المملكة المتحدة 1966 ‏، انتخب عضو البرلمان الرابع والأربعون للمملكة المتحدة عن دائرة غريت يارموث (31 مارس 1966 – 29 مايو 1970).